# Torsten Fink
Torsten Fink (* September 1965 in Bad Kreuznach, Deutschland) ist ein deutscher Texter, Journalist und Autor von Fantasy-Romanen.

## Leben
Torsten Fink verbrachte ein paar Jahre seiner Kindheit an der Nordsee in Wilhelmshaven. Danach zog er mit seinen Eltern ins Naheland. Mit 12 Jahren begeisterte er sich bei der Lektüre von Gustav Schwabs Bearbeitung der „Ilias“ für Fantasy über Mythen und Helden und begann Fantasy-Romane zu entwerfen. Torsten Fink arbeitete längere Zeit als freiberuflicher Journalist, Texter und literarischer Kabarettist. Dabei trat er zusammen mit einem Percussionisten auf und trug Gedichte und Texte vor, in denen Sagen und Mythen in die Gegenwart verlegt wurden. Seine  ersten Fantasy-Romane verfasste er 2009. Es war die Bestseller-Trilogie „Die Tochter des Magiers“. 2012 gab er in einem Interview als prägende Autoren Terry Pratchett, J.R.R Tolkien, Sergej Lukjanenko, Donald E. Strout, William Faulkner, Bertolt Brecht und Doris Lessing sowie Filme von Akira Kurosawa, Aki Kaurismäki und Francis Ford Coppola an.
Torsten Fink lebt seit den 1990er Jahren in Mainz.

## Werke

### Eigenständige Romane
- Die Insel der Dämonen. 2009, ISBN 978-3-641-01364-6.
- Drachensturm. 2011, ISBN 978-3-442-26806-1.
- Imperium des Lichts. 2015, ISBN 978-3-7341-6046-2.

### Die Tochter des Magiers-Trilogie
- Die Diebin. 2009, ISBN 978-3-442-26631-9.
- Die Gefährtin. 2009, ISBN 978-3-442-26632-6.
- Die Erwählte. 2009, ISBN 978-3-442-26633-3.
- "Die Tochter des Magiers – Die komplette Trilogie in einem Band". 2018, ISBN 978-3-7341-6159-9.

### Der Sohn des Sehers-Trilogie
- Nomade. 2010, ISBN 978-3-442-26691-3.
- Lichtträger. 2010, ISBN 978-3-442-26692-0.
- Renegat. 2010, ISBN 978-3-442-26693-7.

### Schattenprinz-Reihe
- Der Prinz der Schatten. 2012, ISBN 978-3-442-26856-6.
- Der Prinz der Klingen. 2012, ISBN 978-3-442-26857-3.
- Der Prinz der Skorpione. 2013, ISBN 978-3-442-26858-0.

#### Einzelromane in der Schattenprinz-Welt
- Der Prinz der Rache. 2014, ISBN 978-3-442-26940-2.
- Tochter der schwarzen Stadt. 2015, ISBN 978-3-442-26980-8.
- Der Erbe des Skorpions. 2015, ISBN 978-3-7341-6011-0.

### Die Runenmeisterin
- Die Runenmeisterin. 2019, ISBN 978-3-522-20256-5.
- Die Runenmeisterin: Das Eiserne Buch. 2020, ISBN 978-3-522-20266-4.

### Unter dem Pseudonym Arthur Philipp bei Blanvalet veröffentlicht
Der Graue Orden (Die Feja Trilogie)
- Die Dunkelmagierin. 2017, ISBN 978-3-7341-6079-0.
- Die Feuerdiebin. 2018, ISBN 978-3-7341-6123-0.
- Die Kristallmagierin. 2019, ISBN 978-3-7341-6170-4.